# Bodilus zarudnyi
Bodilus zarudnyi är en skalbaggsart som beskrevs av Frolov 2001. Bodilus zarudnyi ingår i släktet Bodilus och familjen Aphodiidae. Inga underarter finns listade.